# Gertrud Theiler
Pour les articles homonymes, voir Theiler.
Gertrud Theiler (11 septembre 1897 – 2 mai 1986) est une parasitologiste et enseignante sud-africaine, plus connue pour son travail sur les nématodes et les tiques.

## Formation
Née le 11 septembre 1897 à Pretoria, en Afrique du Sud, Gertrud Theiler est diplômée de la Pretoria High School for Girls et passe un an au College de l'Université Rhodes à Grahamstown en Afrique du Sud, avant de partir au South African College (en) dans la Ville du Cap, où elle obtient son diplôme en 1918 avec un Baccalauréat universitaire en sciences. Elle part en Europe entreprendre des études de troisième cycle en helminthologie à l'Université de Neuchâtel, en Suisse, où elle obtient son Doctorat en sciences en 1923 sur le thème Les fortsylides et autres nématodes parasites dans le tractus intestinal des équidés sud-africains. Elle étudie ensuite à la Liverpool School of Tropical Medicine (en), et la London School of Tropical Medicine (en), et elle est l'auteure de quatre articles scientifiques sur la recherche concernant les nématodes parasites des équidés d'Afrique du Sud.

## Carrière d'enseignement et de recherche
Elle retourne en Afrique du Sud, en 1924, et enseigne la biologie durant 17 ans, les deux dernières à la Jeppe High School for Girls (en) à Johannesbourg. Elle obtient ensuite un poste d'enseignante du supérieur au Huguenot College (en) à Wellington, en Afrique du Sud, où elle est nommée en 1935 à un poste de professeure de zoologie et de physiologie. En 1939, elle enseigne à l'Université Rhodes, avant d'accepter un poste dans la section entomologie au Onderstepoort Veterinary Institute, où elle étudie les tiques durant les 25 années suivantes, devenant connue dans le monde entier dans son domaine et comptant parmi ses collègues des personnalités telles que le Dr Jane Brotherton Walker et le Dr Harry Hoogstraal (en).
Elle se retire de ses fonctions officielles en 1967, mais continue de travailler à Onderstepoort comme membre émérite de la faculté jusqu'en 1983, lorsque la surdité et la diminution de la vue la forcent à une retraite complète.
Gertud Theiler a siégé au Conseil de la Société d'Afrique du Sud pour la protection et la conservation de la vie sauvage durant 30 ans. Elle a été présidente du comité de rédaction du magazine de cette Société, African Wild Life, et a été l'une des fondateurs du Sanctuaire d'oiseaux Austin Roberts à Pretoria. Les trois dernières années de sa vie ont été passées à Stilbaai (parfois orthographié Stillbay) en Afrique du Sud, où elle est décédée le 2 mai 1986.

## Prix et distinctions
Gertrud Theiler reçoit la Médaille Capitaine Scott de la Société Biologique d'Afrique du Sud en 1960, et la Médaille Elsdon Dew de la Société parasitologique d'Afrique du Sud en 1975.
Le Musée de la tique Gertrud Theiler abrite la collection nationale de tiques d'Afrique du Sud et a ouvert ses portes le 23 août 2005 à l'Institut vétérinaire d'Onderstepoort. Le musée a pris le nom du Dr Theiler, en l'honneur des nombreuses années qu'elle avait consacrées à la collection.
La tique Argasidae Argas theilerae (Hoogstraal et Kaiser, 1970), « Theiler's African white-backed vulture argasid », est nommée en l'honneur du Dr Theiler, pour ses nombreuses contributions à la recherche sur la tique.

## Vie personnelle
Gertud Theiler est la plus jeune fille de Sir Arnold Theiler, décoré de l'Ordre de Saint-Michel et Saint-Georges, fondateur et premier directeur de l'Institut vétérinaire d'Onderstepoort, et sa femme, Emma, Sophie Jegge ; en 1971, elle écrit une biographie de son père. Elle est la sœur du virologue Max Theiler, qui reçoit en 1951 le Prix Nobel de physiologie ou médecine pour le développement du vaccin contre la fièvre jaune.